# Frits Warmolt Went
Frits Warmolt Went (Utreque, 18 de maio de 1903 – Condado de White Pine, 1 de maio de 1990) foi um biólogo holandês cujo experimento de 1928 demonstrou a existência de auxina em plantas.
O pai de Went foi o proeminente botânico holandês Friedrich August Ferdinand Christian Went. Após se formar na Universidade de Utrecht, na Holanda, em 1927, com uma dissertação sobre os efeitos do hormônio vegetal auxina, Went trabalhou como patologista de plantas nos laboratórios de pesquisa do Jardim Botânico Real em Buitenzorg, Índias Orientais Holandesas (agora Bogor, Indonésia) de 1927 a 1933. Ele então assumiu um cargo no Instituto de Tecnologia da Califórnia (Caltech) em Pasadena, Califórnia , pesquisando inicialmente hormônios vegetais. Seu interesse gradualmente se deslocou para as influências ambientais no crescimento das plantas. Em Caltech, foi um dos primeiros a demonstrar a importância dos hormônios no crescimento e desenvolvimento das plantas, desempenhando um papel fundamental no desenvolvimento de hormônios vegetais sintéticos, que se tornaram a base da indústria química agrícola.
Frees é conhecido pelo modelo Cholodny–Went, nomeado em homenagem a Went e ao cientista soviético Nikolai Cholodny.
Eles o propuseram em 1937, chegando independentemente às mesmas conclusões.
Este é um modelo inicial que descreve as propriedades fototrópicas e gravitrópicas de brotos emergentes de monocotiledôneas. Propõe que a auxina, um hormônio de crescimento vegetal, seja sintetizada na ponta da coleóptila, que detecta luz ou gravidade e envia a auxina para o lado apropriado do broto. Isso causa um crescimento assimétrico de um lado da planta, fazendo com que o broto da planta se curve em direção a uma fonte de luz ou em direção à superfície.
Financiado por doadores, Went construiu uma série de estufas em Caltech, onde podia variar as condições de luz, umidade, temperatura, qualidade do ar e outras variáveis. Em 1949, isso o levou a construir um novo complexo de salas climatizadas chamado Laboratório de Pesquisa de Plantas Earhart, também conhecido como "fítotron". Aqui, ele realizou pesquisas fundamentais sobre os efeitos da poluição do ar no crescimento das plantas.
Em seu artigo de 1960 "Blue Haze in the Atmosphere", Went postulou a importância dos compostos orgânicos voláteis biogênicos emitidos por florestas para a formação de novas partículas atmosféricas, o que teve grande influência no campo da química atmosférica. A névoa azul é agora conhecida principalmente como resultado da dispersão da luz em aerossóis orgânicos secundários, gerados pela partição de produtos químicos orgânicos voláteis na atmosfera após sucessiva oxidação e redução na pressão de vapor.
Em 1958, Went foi nomeado diretor do Jardim Botânico do Missouri e professor de botânica na Universidade de Washington em St. Louis, em um ponto em que ele se tornara uma autoridade reconhecida mundialmente no crescimento de plantas. Mudou-se de Pasadena para St. Louis com sua esposa Catharina e seus dois filhos, Hans e Anneka. Após a abertura do Climatron, a primeira estufa de cúpula geodésica do mundo, a visão de Went para um Jardim Botânico do Missouri renovado eventualmente entrou em conflito com a diretoria, e ele renunciou como diretor em 1963. Após dois anos como professor de botânica na Universidade de Washington, em 1965, ele tornou-se diretor do Instituto de Pesquisa do Deserto na Universidade de Nevada, Reno, onde continuou sua pesquisa em plantas do deserto pelo resto de sua carreira e ocasionalmente lecionou no departamento de biologia. Permaneceu ativo em muitas áreas da botânica até sua morte em 1990.